# Merindad de Valdeporres
Merindad de Valdeporres és un municipi de la província de Burgos a la comunitat autònoma de Castella i Lleó. Forma part de la comarca de Las Merindades. Està format per les pedanies de:
- Ahedo de Las Pueblas.
- Brizuela.
- Busnela.
- Cidad.
- Dosante.
- Leva.
- Pedrosa.
- Puentedey.
- Quintanabaldo.
- Robredo de Las Pueblas.
- Rozas.
- San Martín de Las Ollas
- San Martín de Porres.
- Santelices.
- Villavés.

## Demografia
| 1991 |  | 1996 |  | 2001 |  | 2004 |  | 2007 |
| ---- |  | ---- |  | ---- |  | ---- |  | ---- |
| 572  |  | 541  |  | 490  |  | 487  |  | 468  |